# شکنجش

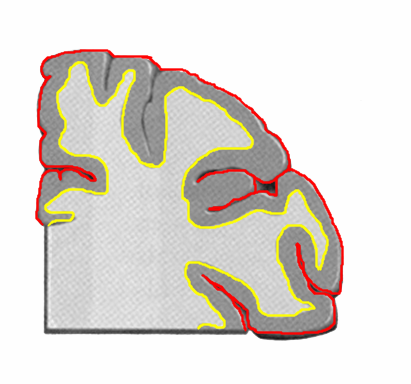
شکنج در مغز انسان

شکنجش عمل تا خوردن قشر مغزی جهت تشکیل شکنج مغز است. بلندی چنین چینی را شکنج و پستی آن را شیار می‌گویند. سلول‌های عصبی قشر مغز در لایه‌ای نازک از ماده خاکستری به ضخامت ۲ تا ۴ هزارم متر در سطح مغز قرار دارند.
بخش بزرگی از مخ را ماده سفید اشغال کرده‌است که شامل آسه‌های دراز از سلول‌های عصبی قشری نزدیک به سطح است. این چین خوردگی‌ها اجازه می‌دهند تا سطح قشر مغز بزرگتر و تبعا عملکرد شناختی بیشتری در داخل یک جمجمه کوچکتر قرار گیرد. در بیشتر پستانداران، شکنجش هنگام رشد جنین آغاز می‌شود. عموماً نخستی‌سانان، آب‌بازسانان و سم‌داران شکنج‌های قشری گسترده‌ای دارند، در حالی که جوندگان فاقد شکنج هستند. شکنجش در برخی از حیوانات مثل راسوی اهلی، در کل زندگی ادامه می‌یابد.